# Графство Ено
Графството Ено или Графство Хенегау (на латински: Hannonia; на нидерландски: Henegouw, Henegouwen; на немски: Grafschaft Hennegau; на френски: le Hainaut, наречено на рекичката Ен, Haine) е историческа територия в днешните Белгия и Франция.
Ено е бил франкски гау. Територията принадлежала през римско време към Silva carbonaria (Въглещна гора) и бил родина на нервиите.
Графство Ено се създава от сливането на три територии:
- Графството Берген от стария Хенегау, купено през 998 г. от Регинар IV, граф на Берген (Монс) 998 – 1013. (Регинариди)
- Южното Графство от Брабантгау, от Регинар V е купено през 1024 г. от неговия тъст, граф Херман от Енам, гауграф в Брабант.
- Маркграфство Валансиен, един имперски Феод, през 945 г. е получено вероятно от Рихилда от Хенегау, след свалянето на граф Балдуин V от Фландрия заради бунт против германския император. Рихилда донася след смъртта на баща си Регинар V от Хенегау маркграфството в брака си с граф Херман от Берген, наричан Тюрингиеца.

През 1051 г. умира граф Херман от Берген. Неговата вдовица Рихилда донася трите графства на своя втори съпруг, граф Балдуин VI от Фландрия († 1070), когото наричат в Хенегау Балдуин I. През 1071 г. Рихилда се опитва да продаде графствата и алодите си след загубата на битката при Касел във Фландрия на германския крал Хайнрих IV. Купува ги епископ Теодвин от Лютих и ги дава на херцога на Долна Лотарингия.
Балдуин V от Хенегау обидинява през 1191 г. графство Ено за втори път с Фландрия (и Намюр) чрез женитбата си с Маргарита I Елзаска. Техният син Балдуин VI (IX от Фландрия) става през 1204 г. латински император на Константинопол; неговото наследство попада първо на най-голямата му дъщеря, [Йохана от Фландрия], през 1244 г. на нейната сестра Маргарета II от Фландрия. След 1246 г. започва Флемската наследствена война между децата от двата брака на Маргарета II от Фландрия.
Маргарет I Холандска става втората съпруга на император Лудвиг IV и графството Хенегау заедно с Холандия и Зеландия отива през 1345 г. към Вителсбахите. През 1433 г. Якоба Баварска отстъпва наследството си на Филип III Добрия от Бургундия, бащата на Шарл Дръзки и така Ено с бургунското наследство чрез женитбата на Мария Бургундска за Максимилиан I Австрийски отива през 1477 г. на Хабсбургите, при които остава до 1713 г.